# بئاتریس ابویاده
بئاتریس ابویاده (۲۴ اوت ۱۹۳۵–۳ مارس ۲۰۲۳)، کتابدار نیجریه‌ای و استاد بازنشسته مطالعات کتابخانه‌ای در دانشگاه ایبادان است. توسط دایرةالمعارف جهانی خدمات کتابخانه و اطلاعات به عنوان یک پیشگام در کتابداری در نیجریه توصیف شده است. ابویاده در دانشگاه ایبادان و دانشگاه اوبافیمی آولوو کتابخانه‌ها کار کرده است.